# Eupatorium leptophyllum
Eupatorium leptophyllum е вид тревисто многогодишно растение от семейство сложноцветни (Asteraceae). Видът е незастрашен от изчезване.

## Разпространение
Видът е разпространен в югоизточната част на САЩ от Мисисипи до Каролина. Среща се във влажни зони и може да расте в плитки води, често по краищата на езера.

## Описание
Подобно на останалите видове от рода Eupatorium, то е с височина от един до два метра и има съцветия, съдържащи голям брой малки бели цветни глави, всяка имаща 5 дискообразни цветчета.